# Пйотр Борис

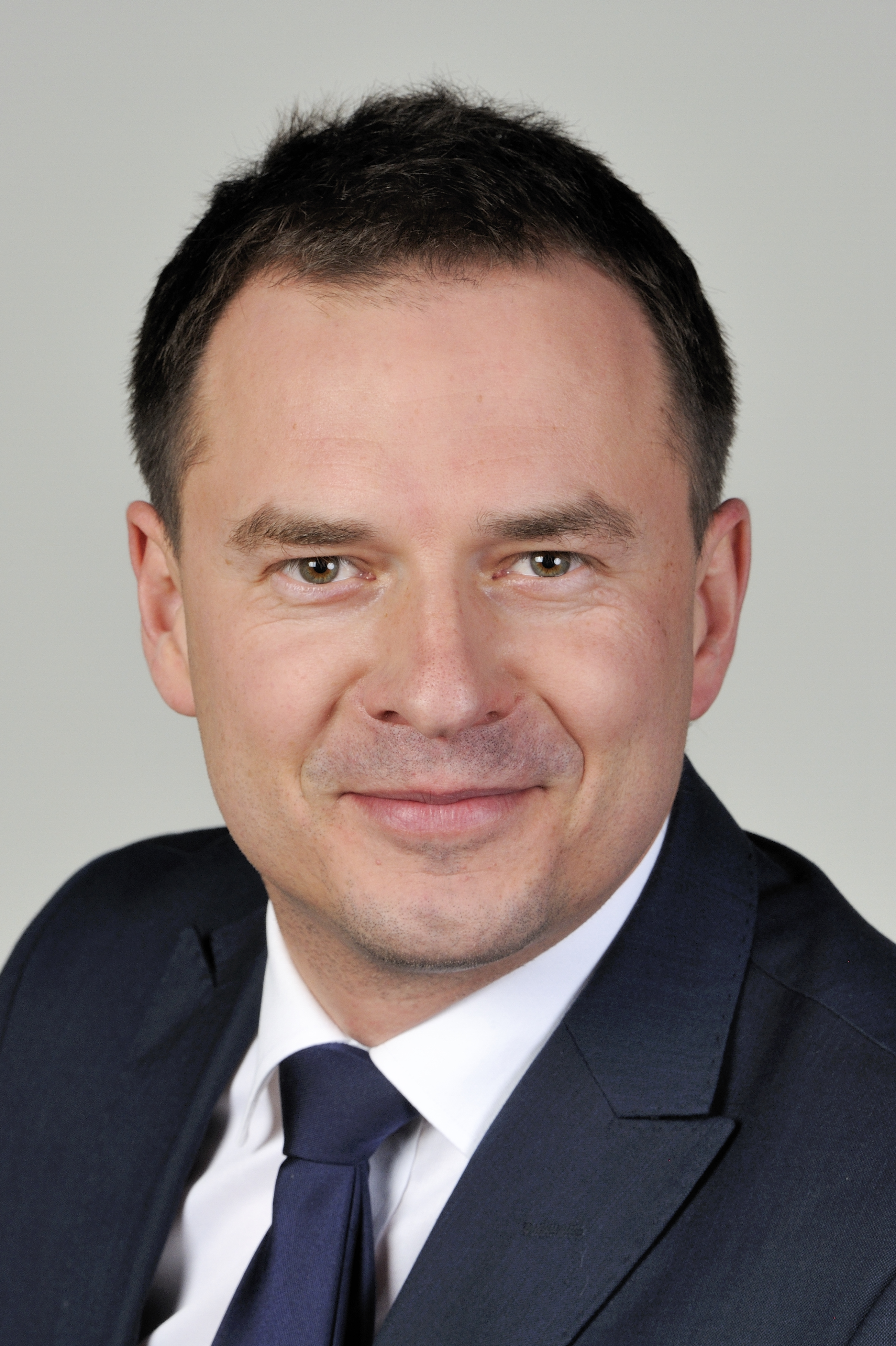
Пйотр Борис

Пйотр Борис (пол. Piotr Borys; нар. 11 січня 1976, Болеславець) — польський політик, член правління і віце-спікер провінції Нижня Сілезія з 2008 року, член Європейського парламенту з 2009 року.

## Біографічна довідка
У 2001 році він закінчив факультет права і адміністрації Вроцлавського університету. Спочатку він працював в Агентстві регіонального розвитку «Arleg» SA у м. Легніца, з 2003 по 2006, на чолі публічної компанії Aquapark Polkowice. У 1998–2002 він був членом міської ради Любіна.
З 2003 року — радник обласної ради Нижньої Сілезії. У другому члені він був заступником голови обласної ради, потім був призначений до ради провінції. Зберіг цю посаду після місцевих виборів у 2006 році. У березні 2008 року в новій раді зайняв місце віце-спікера.
Він був членом Союзу свободи і Демократичної партії. У 2006 році він перейшов до Громадянської платформи.